# Hypocycloid

Đồ thị hypocycloid

Hypocycloid là một đường cong được tạo ra bởi một điểm P trên một vòng tròn (màu đỏ) tâm B, và bán kính b viết tắt là (B,b) khi nó lăn quanh bên trong một vòng tròn (màu xanh lá cây) cố định khác (O, a) với a > 0. Nếu vị trí ban đầu của P có toạ độ là (a, 0) và tham số t được chọn như trong Hình 1 bên dưới thì các phương trình tham số của hypocycloid có toạ độ là  {\displaystyle x=(a-b)\cos(t)+b\cos({\cfrac {a-b}{b}}t),y=(a-b)\sin(t)-b\sin({\cfrac {a-b}{b}}t)} trong đó a và b là các số hữu tỷ và b > a> 0. 
Nếu vòng tròn màu đỏ được lăn quanh bên ngoài của một vòng tròn cố định, thì điểm P trên vòng tròn đỏ sẽ tạo ra một đường cong được gọi là epicycloid. Các phương trình tham số tiêu chuẩn của epicycloids là {\displaystyle x=(a+c)\cos(t)-c\cos({\cfrac {a+c}{c}}t),y=(a+c)\sin(t)-c\sin({\cfrac {a+c}{c}}t)}   trong đó a và c là các số hữu tỷ và a > c >0. Ở đây c là bán kính của vòng tròn bên ngoài đang được di chuyển. Một epicycloid là một hypocycloid như một trường hợp của Định lý 1 dưới đây.

Đồ thị epicycloid

Định lý 1: Với bất kỳ số hữu tỉ a, b và a> 0, hypcycloid [a, b, t] là một epicycloid nếu b <0 hoặc b> a.  

Epicycloid với bán kính lớn hơn đường tròn cố định.

Vì epicycloid là một dạng của hypocycloid, chúng thừa hưởng tất cả các đặc tính được thảo luận dưới đây từ hypocycloids.
Tính chất:
Định lý 2: Nếu [a, b, t] là hypocycloid và được tạo ra bởi một điểm P cố định trên đường tròn (B, | b |) lăn quanh một vòng tròn (O, a), trong đó a và b là số hữu tỉ khác không và a> 0. Nếu b / a = r / s, trong đó s và r  nguyên tố cùng nhau với ước số chung lớn nhất là (s, r) = 1, thì:
           1. s là số giao điểm của hypocycloid và đường tròn (O, a). Những giao điểm này được gọi là điểm đỉnh (cusp) của hypo/epicycloid.
            2. 2π r là chu kỳ của hypocycloid. 

Định lý Thế hệ kép: Đối với bất kỳ hypocycloids [a, b, t] và [a, b’, w] trong đó a, b, b’ là các số nguyên dương. Nếu b’ + b = a thì hai hypocycloids trùng nhau.
Nói chung, nếu b’/a = r’/s,  b/a = r/s và r’ + r = s, thì chúng có cùng một hình dáng. Các tỷ lệ như vậy được gọi là đồng tỷ lệ (co-ratio) của hypocycloids s đỉnh điểm. Tuy nhiên, hướng của đi của điểm P trong hai đồ thị này là ngược nhau. Nếu cả hai đều bắt đầu tại (a, 0), điểm P của một hình di chuyển theo chiều kim đồng hồ và điểm P của hình kia di chuyển ngược chiều kim đồng hồ.
Hypocycloid là một dạng của hypotrochoid.

Hypocycloid với số đỉnh điểm tuỳ thuộc vào tỷ số b/a